# Louis Colbert
Louis Colbert, comte de Linières, né en 1667 à Paris et mort dans cette ville le 28 avril 1745, est un bibliothécaire et un officier-militaire français, avant-dernier fils de Jean-Baptiste Colbert.

## Biographie

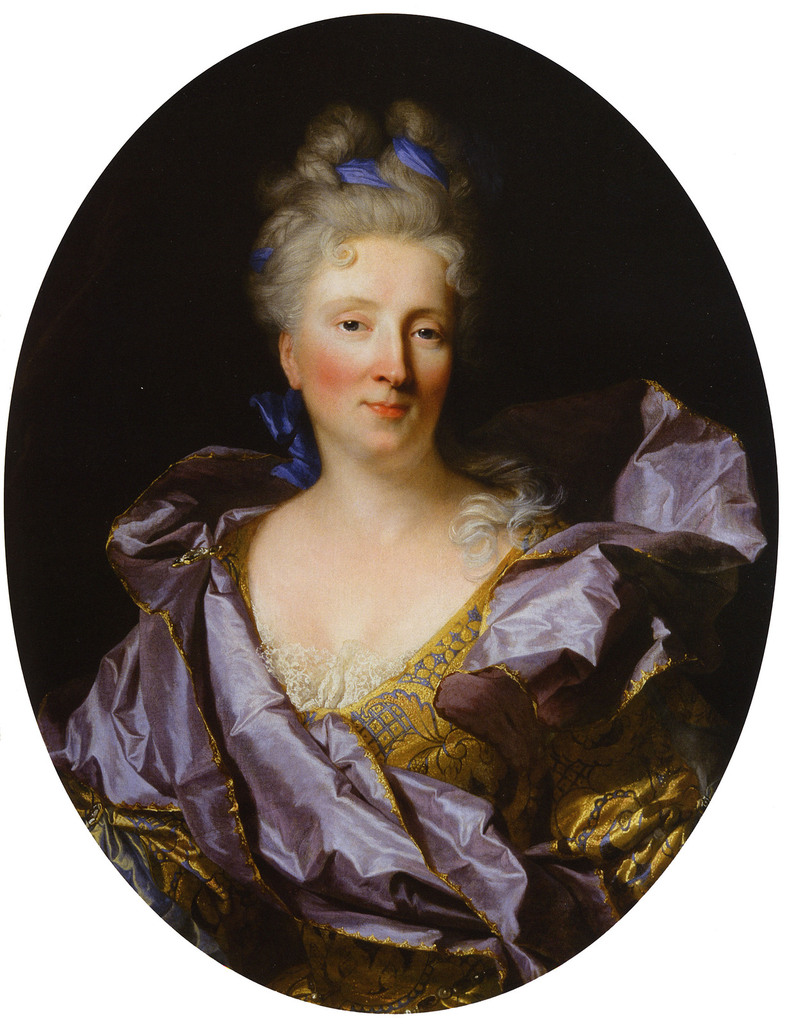
Marie-Louise du Bouchet

Louis est le cinquième enfant de Jean-Baptiste Colbert et de Marie Charron de Ménars.
Très jeune, il hérite par son oncle Nicolas Colbert de la charge de garde de la Bibliothèque du roi et de l'intendance du Cabinet des médailles. En 1684, l'arrivée de Louvois l'oblige à se démettre en faveur de Camille Le Tellier de Louvois.
Destiné à l'Église, il est abbé de différents prieurés : Nogent-le-Rotrou, Longueville et Bomport. 
Renonçant à la prêtrise, le 4 mars 1694, il épouse Marie-Louise du Bouchet (1665-1749), fille du marquis de Sourches : le couple aura huit enfants dont un seul fils survivra, Louis II Colbert de Linières (1709-1761), maréchal des camps et armées du roi.
Titré comte de Linières, il intègre divers régiments du roi, devenant capitaine-lieutenant des Chevau-Légers d'Anjou puis capitaine-lieutenant des gendarmes Bourguignons. Il les commande aux batailles de Spire et de Höchstädt (1703-1704). Il prend sa retraite en 1707.
On estime sa fortune en 1698 à hauteur de 150 000 livres de rentes.